# Samuelsonia
Samuelsonia – rodzaj chrząszczy z rodziny stonkowatych, podrodziny Eumolpinae.
Rodzaj ten wprowadzili w 2007 roku Pierre Jolivet, Krishna Kumar Verma i Christian Mille, wyznaczając jego gatunkiem typowym S. melas. Nazwa rodzajowa nadana została na cześć Alana Samuelsona, koleopterologa z Hawajów, specjalizującego się w pchełkach ziemnych.
Chrząszcze o zaokrąglonym, wypukłym ciele długości około 4 mm u samców i około 5 mm u samic, przywodzące na myśl swym pokrojem przedstawicieli podrodziny pchełek ziemnych. Ubarwione są czarno z jaśniejszymi odnóżami i czułkami, żółtymi głaszczkami, ciemnobrązowymi żuwaczkami oraz rdzawożółtymi ciemieniem i wargą górną. Na czole obecny jest punktowany trójkącik. Ciemię ma wciętą przednią krawędź i wciśnięty środek. Duże i wypukłe oczy są lekko wykrojone przy nasadach czułków. Trzonki czułków są owalne, zaś ich nóżki stosunkowo małe i prawie kuliste. Na członach czułków od trzeciego do czwartego szczecinki są nieliczne, natomiast na tych od piątego do jedenastego występuje gęste owłosienie. Półtora raza szersze niż dłuższe, na wszystkich krawędziach obrzeżone przedplecze ma rzadko punktowany środek i nieco gęściej punktowane boki. Przednie jego kąty są zaokrąglone, zaś tylne stępione. Punktowanie na nieco sercowatej tarczce jest niemal niewidoczne. Punktowanie pokryw układa się w dość nieregularne linie; po jednej linii występuje na ich podgięciach. Guzy barkowe pokryw są duże i gładkie. Szerokość nasady pokryw jest taka jak podstawy przedplecza. Przedpiersie ma gładki i owłosiony wyrostek międzybiodrowy. Owłosienie występuje dookoła prawie trójkątnego śródpiersia i na powierzchni wypukłego, obrzeżonego na przedzie zapiersia. Odnóża mają silnie nabrzmiałe pośrodkowo uda, mocno poszerzone u wierzchołka i zaopatrzone w żeberka golenie oraz gęsto i równomiernie owłosione stopy.
Wszystkie znane gatunki rodzaju są endemitami Nowej Kaledonii.
Do rodzaju należy 16 opisanych gatunków:
- Samuelsonia bicolor Jolivet, Verma et Mille, 2007
- Samuelsonia fauveli Jolivet, Verma et Mille, 2007
- Samuelsonia fusca Jolivet, Verma et Mille, 2007
- Samuelsonia gomeyi Jolivet, Verma & Mille, 2013
- Samuelsonia histrio (Perroud & Montrouzier, 1864)
- Samuelsonia lemerrei Jolivet, Verma & Mille, 2013
- Samuelsonia melas Jolivet, Verma et Mille, 2007
- Samuelsonia minima Jolivet, Verma & Mille, 2013
- Samuelsonia nitida Jolivet, Verma & Mille, 2013
- Samuelsonia pardalis Jolivet, Verma et Mille, 2007
- Samuelsonia pilosa Jolivet, Verma et Mille, 2007
- Samuelsonia pygmaea Jolivet, Verma & Mille, 2010
- Samuelsonia rubiacearum (Perroud & Montrouzier, 1864)
- Samuelsonia rugosa Jolivet, Verma & Mille, 2013
- Samuelsonia turgida Jolivet, Verma et Mille, 2007
- Samuelsonia viridiscens Jolivet, Verma & Mille, 2013